# 蒙格拉达伊
蒙格拉达伊（法語：Montgradail，法語發音：[mɔ̃ɡʁadaj] ⓘ）是法国奥德省的一个市镇，属于利穆区。

## 地理
蒙格拉达伊（43°7'18"N, 2°1'34"E）面积4.48 平方千米，位于法国奧克西塔尼大區奥德省，该省份为法国南部沿海省份，北起塔恩省，西北接上加龙省，西接阿列日省，南至东比利牛斯省，东临地中海，东北与埃罗省接壤。
与蒙格拉达伊接壤的市镇（或旧市镇、城区）包括：贝勒加德迪拉泽斯、拉库尔泰特、埃斯克扬斯和圣瑞斯特德贝朗加尔、乌努、马兹罗勒迪拉泽斯。

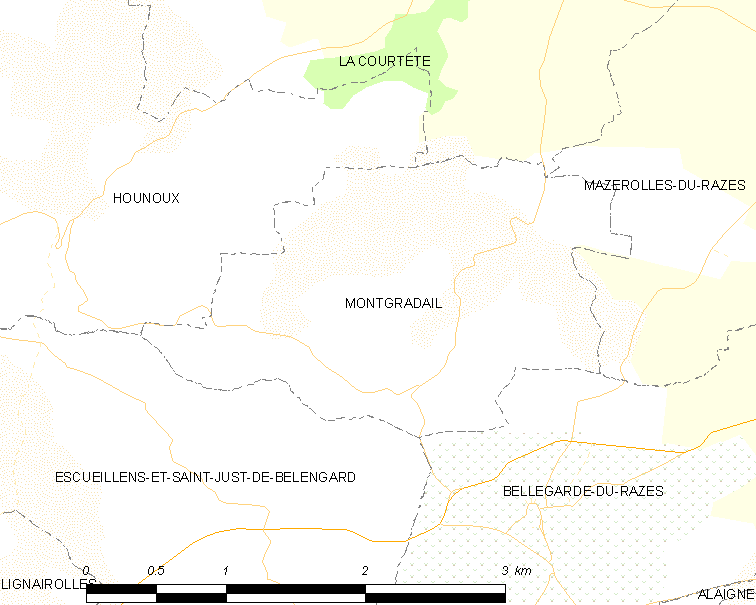
蒙格拉达伊的OSM定位图

蒙格拉达伊的时区为UTC+01:00、UTC+02:00（夏令时）。

## 行政
蒙格拉达伊的邮政编码为11240，INSEE市镇编码为11246。

## 政治
蒙格拉达伊所属的省级选区为拉皮耶日欧拉泽斯县。

## 人口

1962-2008年间蒙格拉达伊人口变化图示

蒙格拉达伊于2022年1月1日时的人口数量为49人。